# 傑西·麥卡尼
傑西·麥卡尼（英語：Jesse McCartney，1987年4月9日—）美國流行音樂歌手，及艾美獎提名的演員。從小便已參與演藝事業，長大後更進軍樂壇。於2000年代初期成名，成為男孩樂隊Dream Street的成員，隨後獨立發展。

## 童年生活
傑西生於美國紐約韋斯特一個基督教家庭。他的父母親分別是Ginger McCartney和Scott McCartney，外祖父母分別是Dick Sarber和Joyce Sarber。在1988年，他的家人遷往Ardsley，威徹斯特郡。他是家裡最大的孩子，他有一個妹妹Lea Joyce McCartney(生於1991年7月7日) 和一個弟弟Timothy (Timmy) Glover Mark McCartney (生於1996年12月20日)。

## 音樂生涯

### 早期生涯
1999年，傑西加入美國流行男孩樂隊Dream Street，一直到2002年，他形容其經驗對他的獨奏生涯是個很好的「踏腳石」。在15歲時，他開始獨立發展工作，他在當地先組了一支樂隊：Dillon Kondor (吉他手)、Peter Chema (男低音)、Katie Spencer (鍵盤手)、Alex Russek (鼓手)、Karina LaGravinese (背景聲樂)、Sharisse Francisco (背景聲樂)。在Ginger McCartney和Sherry Goffin Kondor的策劃下，製作了第一張专辑——《天使的心》(Beautiful Soul)。
傑西在2003年7月發表了首張個人唱片專輯精選的三首歌：《天使的心》(Beautiful Soul)，《沒有你》(Don't You)和《你為什麼不吻她》(Why Don't You Kiss Her) 。 2004年，他與Anne Hathaway共同合唱了《不要去打破我的心》(Don't Go Breaking My Heart) 。

### 《天使的心》(Beautiful Soul)（2004-2006）
傑西的第一張專輯——《天使的心》(Beautiful Soul)，一共花了兩年的時間才於2004年9月28日發行，其中四首由傑西参與塡詞。而當時《你叫什麼名字》(What's Your Name)、《她不是你》(She's No You)，當中有很多的已成為了不少電影的插曲，例如《麻雀變公主2: 皇家有約》、《灰姑娘的玻璃手機》。另外，專輯中的同名單曲《天使的心》(Beautiful Soul)更蟬聯美國迪士尼電台排行榜11週冠軍，成功打進全美流行單曲榜第5名，熱門單曲榜第15名，同時也在澳洲、義大利、菲律賓排行奪冠，在台灣一周奪下各西洋銷售冠軍，另一首抒情單曲《她不是你》(She's No You)持續搶攻全美流行單曲點播榜TOP40，專輯中另一首單曲《你的存在》(Because You Live) 受到音樂流行市場上的歡迎。傑西的首張專輯最終獲得白金唱片，同時在全美流行專輯榜停留達65週之久。
傑西的首次個人巡迴演出，也取名為「天使的心」，開始於2005年5月2日在加州的一間劇院，其首次個人巡迴演出有56個站，包括在澳洲、日本與歐洲等地，並於9月10日在加州馬德拉完成最後一場的演出。
2005年6月24日，傑西在布賴恩特公園的巡迴演出展示了一支新組成的樂隊，隊員包括Dory Lobel (吉他手)，Zane Carney (吉他手)，Andre De Santanna (男低音)，Mitchell Yoshida (鍵盤手)，Karen Teperberg (鼓手)，Margeaux "JoJo" Fernandez (背景聲樂) 和Julie Dickens (背景聲)。在2005年秋季，傑西出訪澳大利亞，並於2005年11月發布他首張的演唱會DVD。

### 《真情守候》(Right Where You Want Me)(2006-2008)
傑西的第二張專輯，名為《真情守候》(Right Where You Want Me)，於2006年9月19日發行。新專輯中傑西不但投入歌曲塡詞，更與成功打造前作的班底以及多位暢銷製作人通力合作，如Ashlee Simpson，Kara DioGuardi，Kelly Clarkson等人。專輯中的首支單曲─《真情守候》(Right Where You Want Me)，洋溢著摩登靈魂樂的神采；《去吧》(Just Go) 就是融合傳統與現代靈魂樂感覺的迷人小品；《不能讓你走》(Can't Let You Go) 則引爆青春搖滾活力。另外，專輯中的另一首新歌《天下無敵》(Invincible)，歌詞出自為傑西的一個高中男性朋友於2003年因酒後駕車而死亡所寫的。

### 《航向未來》(Departure)(2008)
這位擁有燦爛微笑的樂壇金童，帶著他的迷人風采，推出大家等候已久的第三張成績單，這張專輯定名為《航向未來Departure》，我們可清楚感受到，和之前的作品比較起來，更為直接大膽、瀰漫著更多的都會氣息。 而小傑無論在音樂上或是樣貌上，都更加地成熟洗鍊，已從昔日的「陽光小王子」，慢慢蛻變成一位擁有獨特魅力的潮流型男。新輯特地集結目前流行樂壇，最炙手可熱的三大王牌製作人：由Sean Garrett（碧昂絲、亞瑟小子、天命真女、小野貓）、The-Dream（蕾哈娜、珍娜·傑克森、玛丽亚·凯莉）及J. R. Rotem（50美分、珍妮佛·羅培茲、布蘭妮）共同掌舵，航向小傑的音樂新紀元！在旋律上以復古曲式鋪陳，再將時代感注入歌曲當中，首發單曲〈遠走高飛Leavin'〉，是由樂壇怪傑Tricky，以及打造蕾哈娜旋風單曲〈小雨傘Umbrella〉的幕後推手團隊The-Dream一同製作，這首帶有R&B氣息，以過耳不忘的旋律，加上碎烈且具侵略性的時尚元素，嶄新的小傑讓人驚艷不已；Sean Garrett現身表演的〈搞定妳Rock You〉，小傑男人味全開，在張牙舞爪的節奏裡，瞬間擄獲你的心，帶來不一樣的表現；〈愛上妳Into Ya〉是一首散發性感韻味、十分親密、佈滿感官刺激、同時又有浪漫感受的出色單曲；而〈妳睡得好嗎? How Do You Sleep?〉，在失眠夜裡邁向夜空，努力地走出一段已經終止的美好初戀；來自紐約的Eric Hudson為小傑量身訂做了一首中版抒情歌曲〈早說過Told You So〉，而J.R. Rotem製作的〈小北鼻My Baby〉，小傑善用80年代的唱腔，道出一段純純的愛戀；和Madd Scientist一同合作，帶點放克曲式的〈狂歡夜Freaky〉，舞感四射、節奏明朗，小傑展現強悍的音樂光芒。
小傑開心地表示，這張新作，讓他降落在一個讓自己感到最安全、最有信心的音樂區域裡，無論是音樂風格、嶄新的聲線、或是詞曲想表達的意境，藉由《航向未來Departure》，相信所有小傑迷，會看到他全新的蛻變，和他一起邁向充滿驚奇的新音樂時代！亞洲限定版還加收小傑原汁原味獻唱與Ryan Tedder為利昂娜·刘易斯共同合作的英美冠軍名曲〈蔓延的愛Bleeding Love〉。

### 第四張專輯
傑西的第四張專輯In Technicolor(Part I)，已於2013年發行。隔年2014改版專輯曲目較多。
2013年《In Technicolor(Part I)》專輯內曲：(In Technicolor Part I)、(Tie the Knot)、(Back Together)、(Checkmate)
2014年《In Technicolor》專輯內曲目：(In Technicolor Part I)、(In Technicolor Part II)、(Back Together)、(Young Love)、(Superbad)、(All About Us)、(Punch Drunk Recreation)、(Checkmate)、(Goodie Bag)、(The Other Guy)、(Tie the Knot)

## 演藝生涯
傑西在七歲已經開始有各式各樣的表演，更於10歲時參加《國王與我》(The King and I)的全國巡迴演出。從1998年到2001年，傑西在All My Children中飾演亞當錢德勒，這個角色讓他贏得了一個艾美獎提名。他後來又主演了短劇Summerland。他亦曾經客串一集迪士尼頻道受歡迎的處境喜劇小查與寇弟的頂級生活，在劇中飾演自己，也曾在迪士尼頻道當紅影集孟漢娜飾演自己。除此之外，他也參與<<Alvin and the Chipmunks>>，為花栗鼠Theodore配音。
電視及電影演出
- 1998–1999　熱門電視影集「All My Children」擔任 JR 一角
- 2000　熱門電視影集「Law & Order」擔任 Danny Driscoll 一角
- 2001　電視影集「The Pirates of Central Park」飾演主角 Simon Baskin
- 2002　電視影集「The Strange Legacy of Cameron Cruz」擔任 Cameron Cruz 一角
- 2004–2005　熱門電視影集「Summerland」飾演主角 Bradin Westerly
- 2005　電影「Pizza」當任 Justin Bridges 一角
- 2005　迪士尼熱門電視影集「小查與寇弟的頂級生活」飾演自己
- 2007　迪士尼熱門電視影集「孟漢娜」飾演自己
- 2007　電影「Keith」飾演主角 Keith Zetterstrom
- 2007　動畫電影「鼠來寶」替 喜多 一角配音
- 2008　動畫電影「荷頓奇遇記」替 JoJo McDodd 一角配音
- 2008　動畫電影「新三隻小豬」替 Lucky 一角配音
- 2008　動畫電影「奇妙仙子」替 Terence 一角配音
- 2009　動畫電影「鼠來寶2」替 喜多 一角配音
- 2009　電視影集「Greek」擔任 Andy 一角
- 2010　電影「Beware the Gonzo」飾演 Gavin Reilly
- 2010  電視影集「Locke & Key」飾演主角 Tyler Locke
- 2011　動畫電影「花鼠明星俱樂部3」替 喜多 一角配音
- 2011  電視影集「Young Justice」替 羅賓 一角配音
- 2012  電視影集「CSI：犯罪現場」飾演 Wes Clyborn
- 2012  電影「厄夜車諾比」飾演配角 Chris
- 2013  電視影集「Army Wives」飾演 truman
- 2013  電視影集「Ben and Kate」飾演 College Guy
- 2013  電影「Campuslife」飾演 Ari
- 2014 電視影集「美味新關係」 飾演 庫柏（客串）
- 2016 電視影集「驚嚇陰屍路第二季」 飾演 Reed（客串）

## 慈善事業
2004年，傑西參加Come Together Now的慈善活動，幫助2004年亞洲海嘯和2005年颶風的受害者，傑西參加了一個由非盈利慈善組織的計劃，免費向在公立學校的兒童提供免費的樂器訓練及教育。2005年，傑西將巡迴救災錄製電台節目推廣的收益捐給慈善機構，為孩子們建立一個「無毒的美國運動」，更是聖猶大兒童研究醫院的發言人，並參與慈善機構創辦的一些活動，傑西希望音樂會的演出會令癌症中心獲益。

## 個人生活
傑西曾經與女星Katie Cassidy談戀愛約兩年半的時間，最近他們結束了關係。傑西在意大利公開宣布他是「單身男人」，Katie Cassidy則發送以下訊息給他們的影迷網站─JKfans。
|         | 我寫這訊息給你們，是要感謝你們這些年來的支持。可惜，我們已經不能在一起，或成為夫婦了。但是我們仍會是親密的朋友，如果我們都在同一個城市的話，我們都願意花些時間見面。興許是我們都都忙於各自的事業，總要在不同的國家工作，但是我們仍然是會深愛與敬慕彼此的。我只是想再次感謝你們，誰也不知道今後會發生什麼事，也許我們會在某一點默默地工作......謝謝所有的歌迷，並願上帝祝福！ |
| ——Katie | |

## 外部連結
- 官方网站
- 傑西·麥卡尼在互联网电影资料库（IMDb）上的資料（英文）
- 傑西·麥卡尼在Allmusic上的頁面